# Abadía de Escaladieu
La Abadía de Escaladieu fue un antiguo monasterio cisterciense en la localidad de Bonnemazon, departamento francés de los Altos Pirineos, en la región Mediodía-Pirineos de Francia.
La abadía era una parada importante para todos los peregrinos de Compostela que hacían la ruta de Piamonte (Chemin du Piedmont) que se encontraba cerca de la gran ruta jacobea tradicional de Bearne, en el antiguo Condado de Foix cerca del castillo de Mauvezin y de Saint-Bertrand-de-Comminges.

## Etimología
El nombre de la abadía Escaladieu procede del occitano Escala a Diu y del latín Scala Dei que significa «escalera a Dios».
Este nombre que le dieron a la abadía, en su fundación, fue una invitación al peregrino: «Escale de Dieu», la parada, el reposo en la casa de Dios.

## Historia
Hacia 1130, un grupo de monjes cistercienses de la Abadía de Morimond, protegidos por el conde de Bigorra, se instalaron el alto valle de Campan, cerca de La Mongie, en las laderas del Col du Tourmalet.
Céntulo II transmite un terreno en Cabadour -hoy llamado valle de Campan- a Forton de Vic, el cual, con el asesoramiento del vizconde Pedro de Marsán, la condesa Beatriz II de Bigorra y Guillermo, arzobispo de Tarbes, este terreno se donó en 1136 a la abadía de Morimond. Su abad, Vaucher, hizo construir en ese lugar, una abadía de la orden cisterciense.
Ante la dureza del clima, los monjes y su abad buscaron tierras más benignas. En 1142, se establecieron cerca del castillo Mauvezin de los condes de Bigorra, en la confluencia del río Arros con su afluente Luz, en terrenos cedidos por el prior Azenarius, de Santa Catalina de Somport. Allí fundaron la abadía de Escaladieu y tuvieron como primer abad a Bernard de la Barthe. Su crecimiento fue debido principalmente a la ayuda recibida por parte de la condesa Beatriz de Bigorra, y su marido, Pierre, vizconde de Marsan. La abadía se encontraba situada en una ruta del Camino de Santiago, por lo que los monjes decidieron construir un hospicio para poder recibir a los peregrinos.

### Fundaciones españolas
Entre 1142 y 1172 esta abadía  llegó a realizar siete fundaciones de monasterios cistercienses en España: Niencebas-Fitero (1140), Monsalud (1141), Sacramenia (1142), Veruela (1146), La Oliva (1150), y Bujedo (1172). En estas fechas, además, fundó otros dos en Gascuña: Bouillas (1150) y Flaran (1151). A su vez, de esas filiales españolas se fundaron o afiliaron otros cuatro monasterios, como los casos del benedictino Leyre (1268) y del cisterciense Marcilla (1407), que tuvieron derecho de visita del abad de La Oliva. Dada esta actividad, añadida a la que también mediaron en el caso de Tulebras, se puede afirmar Escaledieu es la abadía madre de casi todo el Císter de Navarra, interviniendo durante toda la Edad Media en el gobierno de sus filiales directas mediante el derecho de visita anual.
Participó en 1274, con la fundación de la villa de Masseube junto con el vizconde de Asterac, Bernard IV.
La abadía acogió entre sus muros durante los siglos XII y XIV la sepultura de los condes de Bigorra. La condesa de Bigorra Petronila, murió allí el año 1251.
El poder de la abadía se mantuvo durante siglos y despertó gran envidia, especialmente durante los enfrentamientos en las guerras de religión, desarrolladas durante la segunda mitad del siglo XVI. Asediada la abadía tres veces por las tropas protestantes del conde de Montgomery, quedó el edificio dañado con la destrucción del ábside, el porche (o nártex) y las construcciones de los laicos. En el siglo XVII, la primera planta del edificio de los monjes se reconstruyó en una simetría muy clásica. El dormitorio  fue reemplazado por habitaciones decoradas con estuco.
La abadía fue vendida como bien nacional en 1793 a los señores Amand,  Dubernet y Nairac, en ese momento se transformó en un coto de caza.
Está clasificada como un monumento histórico por decretos de los años 1938 y 1939 del Ministerio de Cultura francés.
Se mantuvo en manos privadas hasta 1986 cuando pasó la propiedad a la sociedad «Rencontres de l'Escaladieu», fue esta asociación la que mandó hacer los primeros trabajos de restauración. La abadía fue comprada en 1997 por el Consejo General de los Altos Pirineos.

## Abadía

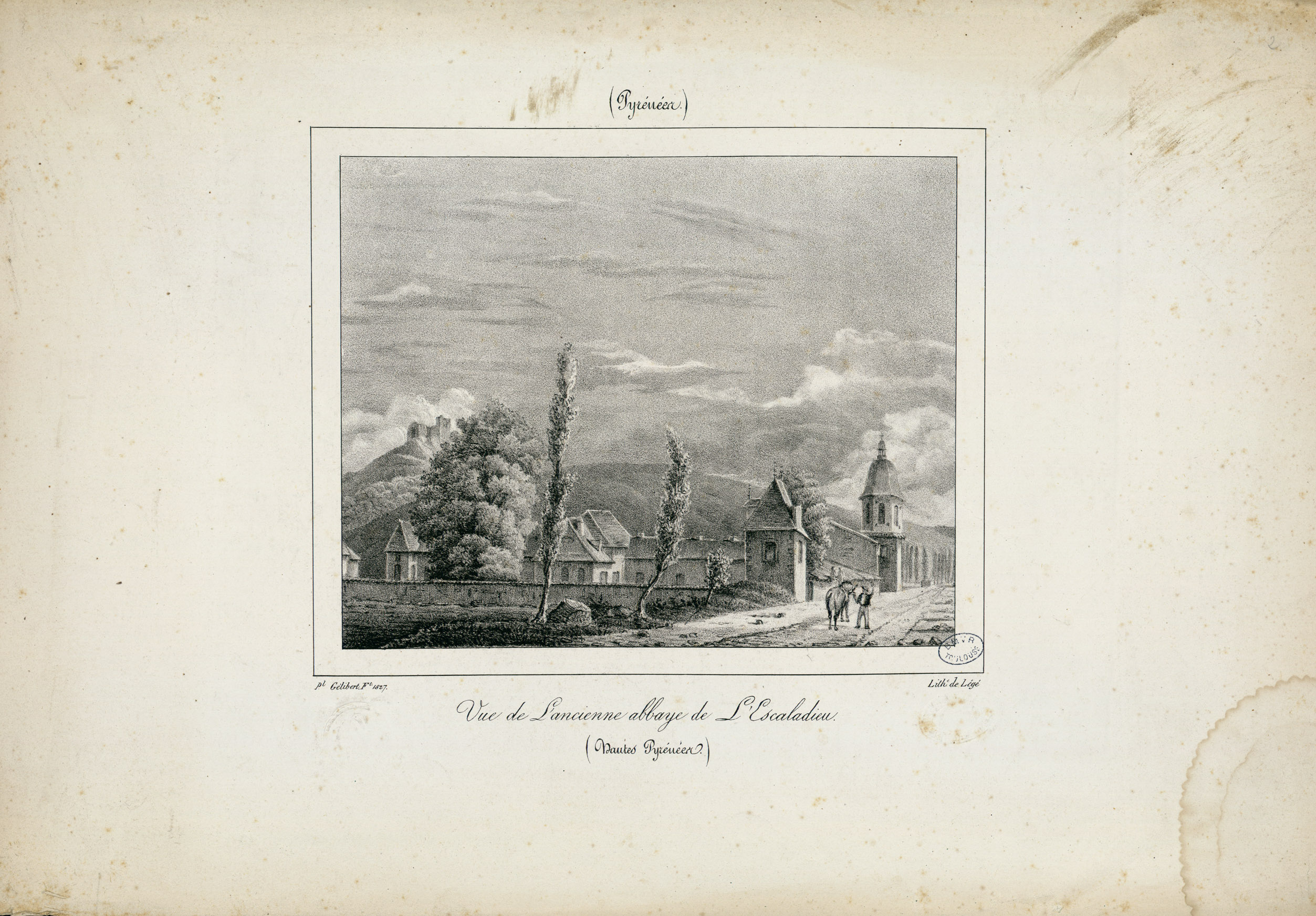
Vista de la Abadía en 1827. Litografía conservada en la biblioteca municipal de Toulouse.

Construida de 1142 hasta 1160 -fecha de la consagración de la iglesia, con la asistencia de la condesa Beatriz-, destaca por su arquitectura de rigor cisterciense y la armonía de sus proporciones, que fue dañada en los siglos XIV y XVI, con el nártex y el ábside destruidos.
Verdadero centro de vida monástica, la pureza de las líneas y la calidad de las proporciones, respondió perfectamente al recogimiento necesario para la meditación de los monjes.
Su campanario octogonal data del siglo XVIII, fue construido sobre la torre románica por encima del brazo sur del crucero. Presenta bóveda de cañón apuntado ejecutada con piedra y ladrillo doble alternos y se sostiene en dos gruesos pilares cuadrados que marcan los tramos de la nave.
Aunque no existe ornamentación en la nave, las piedras están talladas y dispuestas con cuidado y la calidad del sonido acústico es notable. El suelo estaba cubierto con un tipo de baldosas de azulejos del siglo XIV. El muro del transepto norte, muestra los restos de una antigua puerta amurallada que conducía al dormitorio de los monjes y de una vieja ventana desde donde, los monjes enfermos, podían asistir a los cultos religiosos.

### Sala capitular
Construida a finales de siglo XII, la  composición arquitectónica es característica del gótico meridional. De hecho, su fachada está desprovista de cualquier ornamento y los muros ofrecen una alternancia de piedra y ladrillo. Los arcos son de  ladrillo, dispuestos en cruz ojival, debido a una construcción posterior (1200-1225), y sostenidos por cuatro columnas de mármol de Campan.

### Claustro

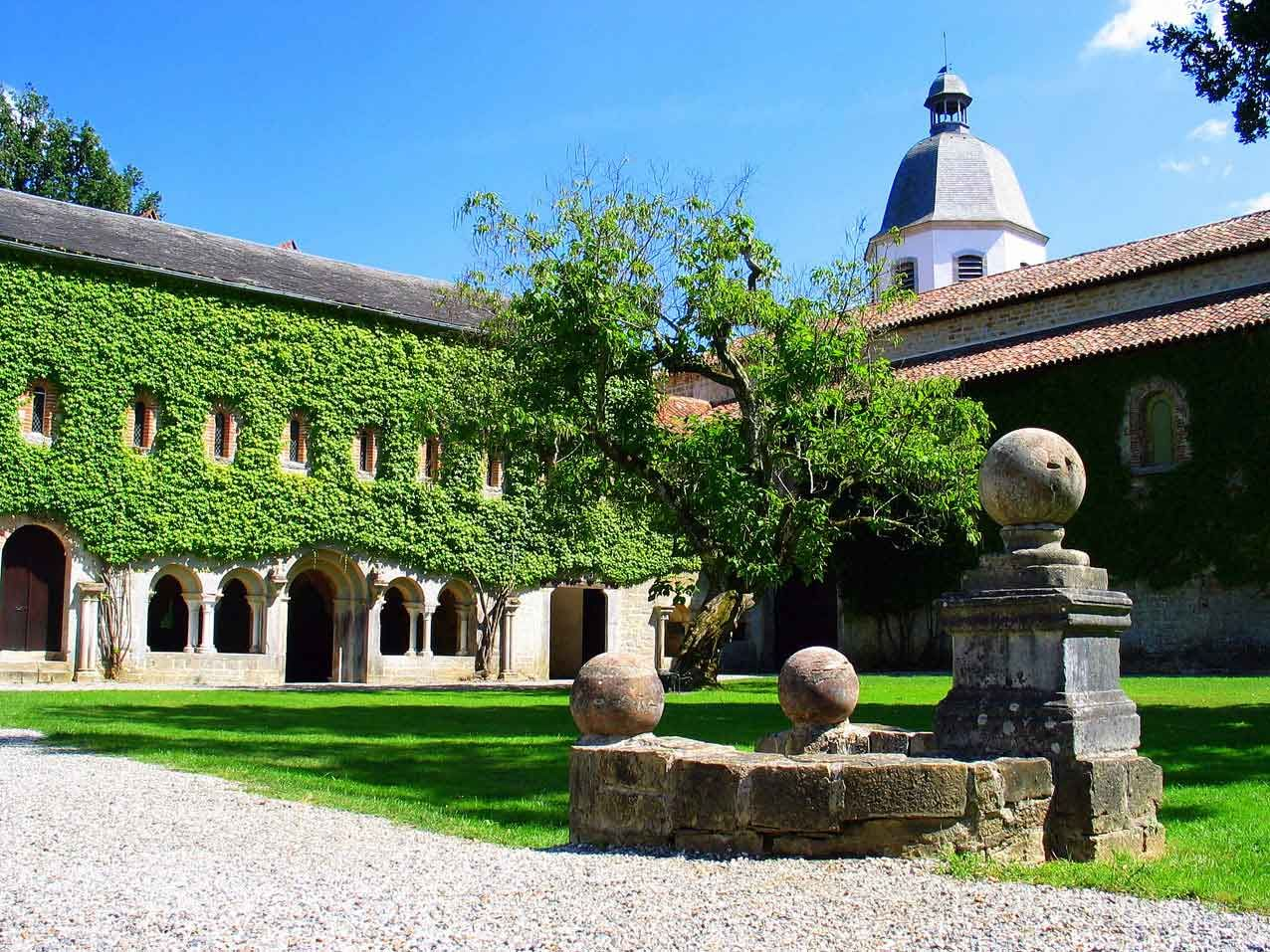
Claustro de la Abadía de Escaladieu.

El claustro fue vendido entre 1825/1830. Se conservan algunas columnas que sostenían los arcos a lo largo de la pared oriental. Los edificios que lo rodeaban fueron reconstruidos en el siglo XVII. Algunos incluso fueron destruidos (refectorio, cocina, edificio de los laicos). La fuente del claustro, se encuentra situada en la esquina de la antigua galería reconstruida en el siglo XVII.

### Espacios exteriores
La imagen de los edificios en los espacios al aire libre de la abadía de Escaladieu, son los testigos de la modesta elegancia del arte cisterciense: mientras el boj, los robles y las hayas centenarios, imponen encanto entre la piedra y el ladrillo, colinas y bosques verdes sobre el fondo de picos nevados, le dan al lugar un ambiente acogedor.

## Últimos años
Vendida a la Revolución Francesa como un bien nacional, la abadía se convirtió en la propiedad de la familia Nayrac a la que le sucedió la familia Frossard.
En 1986 fue vendida a la asociación «Rencontres de l'Escaladieu», que, bajo la dirección de Jean Lemanceau, acometió el primer trabajo de restauración y ofreció  lugares de entretenimiento. El guitarrista Juan Francisco Ortiz organizó una serie de conciertos para el «Festival de Verano», como la participación de la Orquesta de Colonia, de Jordi Savall o Michel Plasson.
En mayo de 1997, pasó a ser propiedad del Consejo General Francés, el cual está desarrollando un programa de recuperación a largo plazo; de este modo, esta joya de la arquitectura cisterciense ha entrado a ser un bien público.